# A Beautiful Lie (bài hát)
"A Beautiful Lie" là một bài hát của Thirty Seconds to Mars. Bài hát được phát hành như đĩa đơn thứ tư từ album phòng thu thứ hai của họ, A Beautiful Lie. Nó không được phát hành tại Vương quốc Anh như một đĩa đơn.

## Danh sách bài hát
Tiêu chẩn
1. "A Beautiful Lie" (Single Shot) – 4:05
2. "A Beautiful Lie" (Half Caf) – 3:50

Mỹ
1. "A Beautiful Lie" (Single Shot) – 4:05
2. "A Beautiful Lie" – 3:40 (bản acoustic live)

Phiên bản EP
1. "A Beautiful Lie" (Half Caf) - 3:50
2. "A Beautiful Lie" - 4:05
3. "A Beautiful Lie" (Acoustic) - 3:41
4. "Attack" (Live tại CBGB) - 4:14

## Lịch sử phát hành
| Nước | Ngày phát hành       |
| ---- | -------------------- |
| Mỹ   | 17 tháng 12 năm 2007 |
| Ý    | 19 tháng 1 năm 2008  |

## Vị trí xếp hạng
| Năm  | Bảng xếp hạng                     | Vị trí cao nhất |
| ---- | --------------------------------- | --------------- |
| 2007 | Canadian Hot 100                  | 27              |
| 2007 | U.S. Billboard Modern Rock Tracks | 37              |
| 2008 | Germany Singles Chart             | 92              |
| 2008 | Italy Singles Chart               | 16              |
| 2008 | Portuguese Singles Chart          | 11              |